# Honorat de Saleta i Cruxent
Honorat de Saleta i Cruxent   (Calella, 11 de juliol de 1844 - Villafranca, 8 de maig de 1915) fou un militar i escriptor català. Fill de Felip de Saleta i Puig i Josefa Cruixent, va estudiar a l'Acadèmia d'Enginyers de Guadalajara des del 1860 fins al 1864, sent nomenat tinent del Cos i destinat al 2n Regiment d'Enginyers. El seu germà Felip, fou un escriptor autor del llarg poema patriòtic La morta viva. El 1872 va lluitar contra els carlins. El 1884 ja era coronel i fou mantenidor dels Jocs Florals de Barcelona. Fou autor de nombrosos llibres de temàtica històrica i militar com els quatre volums de la Historia universal dedicada a los ejércitos de España y Portugal (1872) i La masonería en España y en Ultramar (1897). Emprà el pseudònim Cruz de la Espada.